# 香港——一九六〇
《香港——一九六〇》是白先勇的早期的短篇小说，於1964年6月發表於刊《現代文學》第二十一期。描述一個中年貴婦在1960年代香港的遭遇。小說用了複雜的「意識流」的寫作手法。這篇小說後來收集於1976年台北遠景出版社出版的《寂寞的十七歲》小說集內。

## 內容簡介
背景是1960年代的香港，當時正值三十年一遇的旱災，四百萬居民面臨缺水危機，政府實施制水，一星期只供水四小時，市面出現有市民搶水和食物的情況。同時，調景嶺發生霍亂病案，報章上充滿搶刧的案件。
故事主角余麗卿是位中年貴婦，丈夫是師長，但被砍了頭。喪夫後，余麗卿移居香港，居住於山頂翠峰園大宅。由於香港有旱災和霍亂等的天災，又頻頻出現搶刧案件，給人一種「香港就快完結了」的絕望感，所以妹妹芸卿多次勸余麗卿趁早離開香港，遠走悉尼。但是，由於喪夫後的寂寞，余麗卿只沉淪於和師長昔日勸務兵的情慾生活；而年輕的勸務兵又沉溺於吸食鴉片。

## 人物
| 人物   | 描述                                                   |
| ------ | ------------------------------------------------------ |
| 余麗卿 | 居於香港山頂翠峰園的中年貴婦，曾是師長夫人，三十幾歲。 |
| 李師長 | 余麗卿的丈夫，被砍了頭。                               |
| 勤務兵 | 余麗卿的情夫，李師長以前的勤務兵，年輕，有吸鴉片習慣。 |
| 芸卿   | 余麗卿的妹妹，任職老師，勸余麗卿趕快離開香港。         |
| 阿荷   | 余麗卿的傭人。                                         |